# ژائو چونشنگ
ژائو چونشنگ (انگلیسی: Zhao Chunsheng؛ زادهٔ ۶ ژانویهٔ ۱۹۷۷) شمشیرباز اهل چین بود. وی در بازی‌های المپیک تابستانی ۲۰۰۰ شرکت کرده‌است.